# Вільшанська сільська рада (Новоархангельський район)
| Вільшанська сільська рада — колишній орган місцевого самоврядування у Новоархангельському районі Кіровоградської області з адміністративним центром у с. Вільшанка. Сільській раді були підпорядковані населені пункти: - с. Вільшанка - с. Шляхове |

## Склад ради
Рада складалася з 14 депутатів та голови.

### Керівний склад ради
| ПІБ                           | Основні відомості                                                 | Дата обрання | Дата звільнення |
| ----------------------------- | ----------------------------------------------------------------- | ------------ | --------------- |
| Холоденко Катерина Василівна  | Сільський голова, 1959 року народження, освіта                    | 26.03.2006   | 31.10.2010      |
| Грабовенко Василь Миколайович | Сільський голова, 1966 року народження, освіта вища, безпартійний | 31.10.2010   |                 |

Примітка: таблиця складена за даними джерела

## Населення
Згідно з переписом УРСР 1989 року чисельність наявного населення сільської ради становила 1253 особи, з яких 575 чоловіків та 678 жінок.
За переписом населення України 2001 року в сільській раді мешкали 722 особи.

### Мова
Розподіл населення за рідною мовою за даними перепису 2001 року:
| Мова       | Відсоток |
| ---------- | -------- |
| українська | 95,29 %  |
| вірменська | 3,32 %   |
| російська  | 0,97 %   |
| білоруська | 0,14 %   |
| молдовська | 0,14 %   |